# Ahmed Rushdi
Ahmed Rushdi (* 24. April 1934 im Fürstenstaat Hyderabad, Britisch-Indien; † 11. April 1983 in Karatschi, Pakistan) war ein pakistanischer Playbacksänger des Urdu-Films.

## Leben
Rushdi, der in Hyderabad in Indien aufwuchs, besaß eine natürliche Baritonstimme. Er emigrierte nach Pakistan und wurde zu einem Sänger in der pakistanischen Filmindustrie.  Nachdem er den Popsong Ko-Ko-Ko-reena aufgenommen hatte, wird er auch als der erste reguläre Popsänger Südasiens bezeichnet. 1954 nahm er die offizielle Nationalhymne Pakistans mit mehreren anderen Sängern auf. Ende der 1970er Jahre litt er unter schlechter Gesundheit. Er starb an einem Herzinfarkt im Alter von 48 Jahren. Insgesamt sang er etwa fünftausend Filmsongs in 583 Filmen.

## Auszeichnungen
Rushdi erhielt
- fünf Nigar Awards (offizieller Preis der Pakistanischen Filmindustrie),
- den Titel „Best Singer Of The Millennium“,
- den Life Time Achievement Award,
- den Legend Award und
- den Lux Style Award.

2003 verlieh ihm der pakistanische Präsident Pervez Musharraf posthum die Auszeichnung Sitara-e-Imtiaz, den „Stern der Exzellenz“, für herausragende Verdienste im Bereich Kunst. In Karatschi wurde die Ahmed Rushdi Road nach ihm benannt.